# Traceur (informatique)
Pour les articles homonymes, voir Traceur.

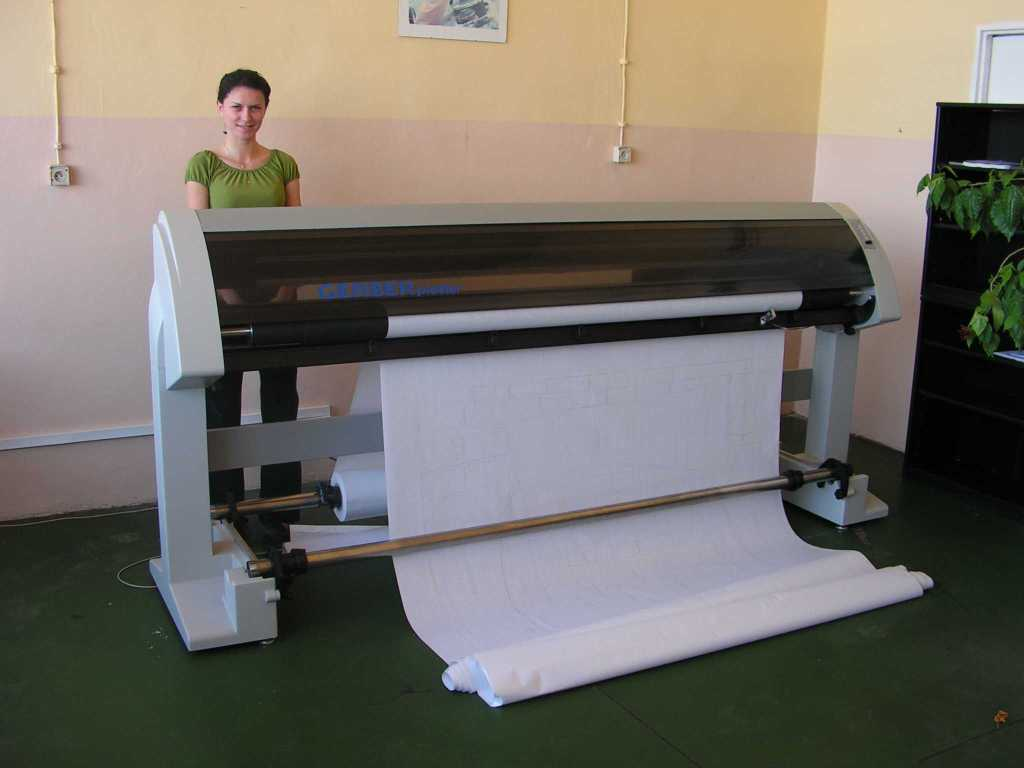
Un traceur format A0 moderne.

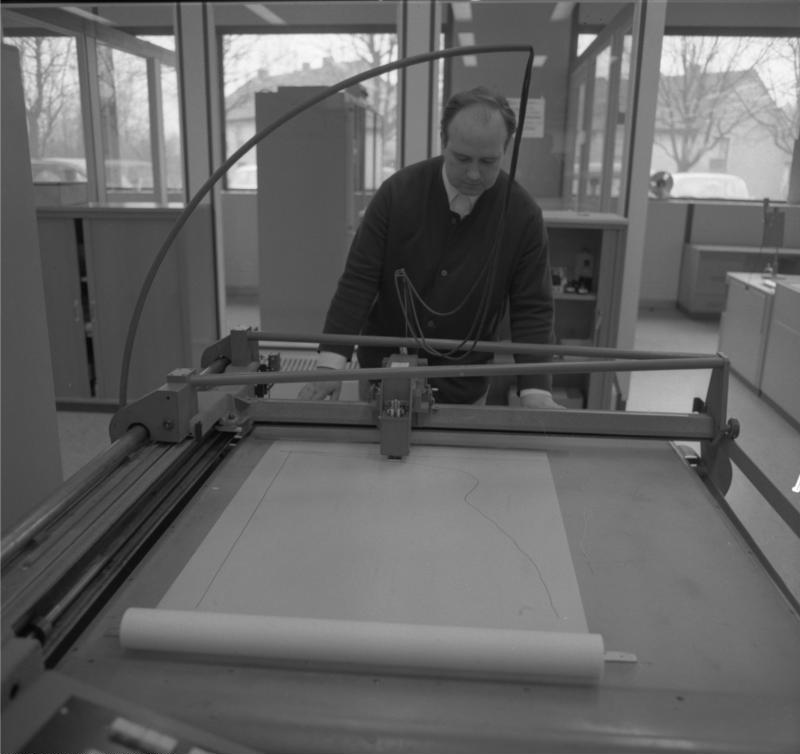
Une table traçante à l’École des Mines d'Aix-la-Chapelle (1970).

Un traceur ou table traçante ou plotter est un périphérique d'impression informatique pour les impressions graphiques en mode trait. Depuis les années 1960, les traceurs à plume ou jet d'encre ont accompagné l'expansion de la conception assistée par ordinateur. Depuis les années 1980, ils ont généralement été remplacés par des imprimantes à jet d'encre et laser de grand format, de sorte qu’il est maintenant courant de se référer à ces imprimantes grand format comme « traceurs », même si ces imprimantes n'utilisent pas le « tracé » comme technique d'impression.

## Technologie

### Entraînement du papier
Les premières tables traçantes ou traceurs à plumes, se composaient d’une table horizontale et d'un porte-stylo motorisé. Le papier était fixé à la table soit par un système électrostatique, soit par une dépression d'air à travers des trous de très petite taille. Sur certains modèles très bon marché des années 1970, on le collait même avec du ruban adhésif.
Par la suite le papier sera posé sur un gros cylindre en caoutchouc dur. La rotation du cylindre permet de parcourir le papier dans un sens tandis que le porte stylo n'a à se déplacer que sur un seul axe : ainsi, les premiers traceurs à plume, comme le Calcomp 565 de 1959, opéraient en translatant une feuille de papier au moyen de roues latérales qui entraînaient le papier selon la direction X (verticale) avec possibilité de va-et-vient, cependant que la plume ne pouvait se déplacer que suivant la direction Y (horizontale). Le papier était conditionné en rouleaux avec des perforations latérales (dites « bandes Caroll ») dans lesquelles s’engageaient les picots des roues d'entraînement.

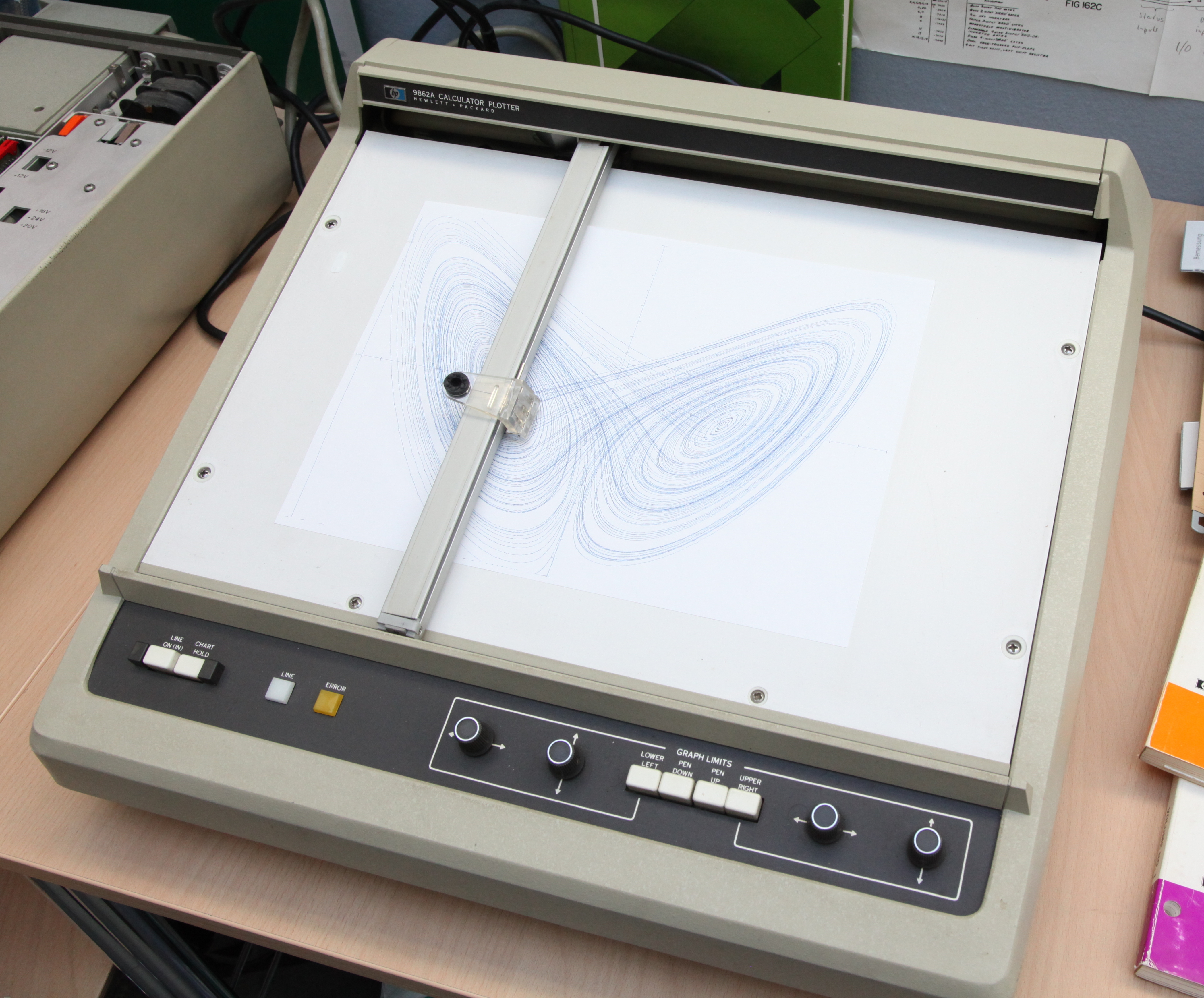
La table traçante HP 9862A.

Au lieu de plume, certains matériels utilisaient des pointes à bille équipant l'extrémité d'un pantographe mu par un moteur pas à pas asservi par ordinateur, comme le modèle Interact I de Computervision. Ces matériels avaient l'inconvénient d'être plus lents que les précédents, et encombrants puisque le pantographe devait couvrir toute la surface de la feuille ; d'un autre côté, ces instruments pouvaient servir de table à numériser. Ces appareils furent dotés, dans leur dernière version d'un verrou électromécanique pour attraper les plumes, ce qui permettait de changer de couleur et de produire des graphiques polychromes.

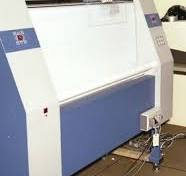
Traceur Benson 121 en 1969

Hewlett Packard et Tektronix ont commercialisé de petites tables traçantes portatives à la fin des années 1960 et des années 1970. Le chariot portant les plumes était monté sur une barre mobile en translation. Étant donné le poids de la barre en métal, ces traceurs étaient relativement lents.
Calcomp (USA) et Benson(France) étaient les deux géant des traceurs(Plotters) de grands formats (A0) epndant les années 1970 à 1990.
On retrouvait principalement deux types principaux de traceurs: Les tables traçantes, imposante table grand format ou l'on déplaçait le stylo sur un axe XY. Le dispositif d'écriture était un chariot équipé de plusieurs plumes (Rotring ou Pentel en général). Ce chariot se déplaçait en X sur une poutre, cette poutre se déplaçait elle en Y pour couvrir toute la surface de papier.
Le deuxième format était appelé traceur à rouleaux et fonctionnait avec du papier perforé continu (Type listing). Un tambour rotatif principal permettait les déplacements en X par sa rotation et un chariot porteur des plumes couvrait l'axe Y en se déplaçant sur le tambour le long d'un rail. Deux tambours plus petits portaient l'excès de papier pour éviter qu'il ne se salisse par terre.
Dans les années 1980, la table traçante HP 7470 a amené le mécanisme de « galet à frottement », qui permettait d'utiliser du papier ordinaire, non perforé aux bords. Les galets pressaient la feuille de part et d'autre contre des rouleaux résilients en polyuréthane et laissaient de petites indentations aux bords du papier. Les grains des galets, en s'imprimant dans les premières empreintes laissées sur la feuille, permettaient de conserver une relative exactitude des coordonnées papier au cours des mouvements de va-et-vient, un peu comme un mécanisme d'engrenage.
Les plumes les plus courantes sont constituées d’un bâtonnet en fibre de cellulose enchâssé dans une cartouche en mousse saturée d’encre, dont l’extrémité se termine par une pointe conique. Lorsque la plume se déplace à la surface du papier, l’encre est soutirée de la mousse par capillarité et vient imbiber le papier. Lorsque la concentration d’encre dans la mousse devient est trop faible, le transfert d’encre se ralentit, ce qui donne des traits évanescents ou discontinus. Si l’on a la possibilité de ralentir le mouvement du chariot porte-plume, on pourra conserver quelque temps une qualité au tracé, mais le tarissement est évidemment irréversible. Il faut également signaler qu’au fil de son utilisation, la pointe de la plume tend à s’écraser, ce qui donne des traits de plus en plus larges.

### Les possibilités graphiques
Les traceurs sont limités à l’art de la ligne, plutôt que des graphismes rastérisés comme sur d’autres imprimantes. Les traceurs à plume peuvent dessiner des motifs complexes, comme les écritures, mais c'est au détriment de la vitesse, car le mouvement mécanique des plumes est lent. Ces traceurs sont souvent incapables de créer des aplats, mais peuvent hachurer une zone en traçant un certain nombre de lignes régulières rapprochées : c’est d’ailleurs le moyen le plus rapide de produire efficacement des dessins de très grande taille ou des œuvres d’art à haute résolution à base de vecteurs de couleur ; stratagème utile à une époque où la mémoire de l'ordinateur était très chère et la puissance du processeur, fort limitée.
Les tables traçantes étaient surtout utilisées en dessin industriel et en CAO, car elles présentaient l'avantage de dessiner sur des feuilles de format A1 ou A0 tout en conservant une bonne résolution.

### Le langage de commande
On a imaginé différents langages graphiques pour la commande des traceurs à plume. Le dessin ou tracé était réalisé à partir d’une suite de commandes élémentaires formant un langage graphique rudimentaire : « prendre plume », « lever plume », « baisser plume », « se déplacer en X-Y », « prendre feuille », « éjecter feuille », etc. Les trois langages graphiques en codage ASCII les plus courants étaient HP-GL et son successeur HP-GL/2 de Hewlett-Packard, et DMPL de Houston Instruments. Voici par exemple le code HP-GL permettant de tracer un segment de droite :
```
SP1;
PA500,500;
PD;
PR0,1000;
PU;
SP;
```

Ce programme demande à la table traçante, dans l'ordre, de
- sélectionner la plume n°1 (SP1 = Select Pen 1)
- de déplacer la plume au point de coordonnées X=500, Y=500 sur la feuille (PA = Plot Absolute),
- de plaquer la plume contre le papier (PD = Pen Down),
- d'effectuer une translation de 1000 unités dans la direction Y (ce qui trace une ligne verticale - PR = Plot Relative),
- de lever la plume (PU = Pen Up) et enfin de la replacer dans son logement.

Les programmeurs écrivant en FORTRAN ou en BASIC n'écrivaient généralement pas ces scripts eux-mêmes : ils se servaient de bibliothèques logicielles comme Calcomp library, ou des bibliothèques graphiques portables, comme AGL de Hewlett-Packard ou DISSPLA. Ces bibliothèques opéraient la conversion automatique de « coordonnées écran » en « coordonnées traceur », et effectuaient la traduction avec les commandes de bas niveau de la table traçante. Par exemple, pour tracer la fonction y= x² en BASIC sur une table HP 9830, le programme pourrait être : 
```
10 SCALE -1,1,1,1
20 FOR X =-1 to 1 STEP 0.1
30 PLOT X, X*X
40 NEXT X
50 PEN
60 END
```

Ce type de langage de commande est à l’origine du concept d’image vectorielle tel que le langage PostScript d'Adobe et le HPGL2 de Hewlett Packard l’imposent à la fin des années 1980.

## Postérité
Ces traceurs à plumes, désuets, ont été remplacés par les imprimantes à jet d'encre et laser. Ces imprimantes sont encore appelées traceurs, même si ce sont des appareils d’impression plutôt que de traçage.[réf. nécessaire]
Les nouveaux traceurs communiquent toujours via des protocoles vectoriels HPGL2, ceci dû au fait que la langue est un moyen efficace pour décrire comment dessiner un fichier. Un dessin technique en HPGL2 peut être un tout petit peu plus petit que le même dessin sous sa forme raster.

## Principaux fabricants de traceurs
- Calcomp
- Canon
- ECAD
- Graphtec
- Hewlett-Packard
- Mimaki
- Mutoh
- Océ
- Roland DG
- Seiko
- Selex Traceur de découpe
- Xerox